# Luzula alopecurus
Luzula alopecurus là một loài thực vật có hoa trong họ Juncaceae. Loài này được Desv. mô tả khoa học đầu tiên năm 1808.